# Michala Banas
Michala Banas (Wellington; 14 de noviembre de 1978) es una actriz neozelandesa, más conocida por haber interpretado a Marissa Taylor en la serie Always Greener y a Kate Manfredi en la serie aclamada australiana Mcleod's Daughters.  

## Biografía
Es hija del productor australiano John Banas y de Laurinda Lewis, tiene tres hermanos —los actores Leon Banas y Alexis Banas, y la actriz Claudia Banas—, y una hermanastra llamada Pippa. A los 10 años se mudó a Australia con su familia.
Mientras filmaba Always Greener, compartió un apartamento con la actriz Bree Walters, quien interpretaba a Pip. Cuando se unió a la serie Mcleod's Daughters se mudó a Australia del Sur, donde compartió un apartamento con la actriz Rachael Carpani.
Michala es buena amiga de los actores Rachael Carpani, Simmone Jade Mackinnon y Brett Tucker.
Salió con el actor Clayton Watson por un año y medio.
En 2005 salió durante algunos meses con el actor australiano Daniel MacPherson
En 2007 salió brevemente con Oliver Duckworth.
En 2012 comenzó a salir con el actor Kade Greenland, la pareja se comprometió en París la pareja se casó el 4 de enero de 2014 en Melbourne, Victoria, Australia. Algunos de los actores que asistieron a la boda fueron Rachael Carpani, Simmone Jade Mackinnon, Brett Tucker, Melissa Bergland y Luke McKenzie. En diciembre de 2014 Michala anunció que ella y Kade se habían separado y poco después divorciado.
Actualmente sale con el actor australiano Toby Truslove.
Después de salir por tres años, 2019 se casó con el director y actor australiano Toby Truslove.

## Carrera
Su primer gran logro como actriz lo obtuvo a los 16 años en 1995 cuando interpretó a Louisa Iredale en la serie Mirror, Mirror, por su interpretación fue nominada a los New Zealand Television Awards por Mejor Actriz Joven en 1996. 
A los 18 años se mudó a Melbourne donde participó como actriz invitada en series como Blue Heelers y Round the Twist. Después en 2000 se mudó a Sídney donde obtuvo el papel de Marissa Taylor en la serie australiana Always Greener. papel que interpretó hasta el final de la serie en 2003. En 2002 obtuvo un pequeño papel en la película Scooby-Doo, donde interpretó a Carol. 
Michala lanzó su primer sencillo Kissin’ the Wind en 2003, que alcanzó el número 28 en el ARIA Singles Chart. 
En 2004 se unió a la exitosa serie Mcleod's Daughters donde interpretó a Kate Manfredi, la mejor amiga de Jodi Fountain hasta 2008. En 2006 Luke junto a su compañera de Mcleod's daughters Michala Banas aparecieron en un show dedicado a las canciones de AABA juntos interpretaron Waterloo.
El 11 de noviembre de 2008 Michala reemplazó a la actriz Kym Valentine en la telenovela australiana Neighbours, donde interpretó a Libby Kennedy por cinco semanas; mientras que Kym se recuperaba de una enfermedad. La actriz se recuperó y regresó a la serie, Kym ha interpretado a Libby por más de 14 años.
En 2009, Michala se unió al elenco de The Matt and Jo Show, mientras que Jo Stanley estaba fuera por maternidad.
En junio de 2009, Banas se unió al musical de Broadway, Avenue Q, donde interpreta a Kate Monster y Lucy the Slut.
En 2010 apareció en el drama The Colours of Home Karen donde interpretó a Karen junto a Sweeney Young.
En 2011 apareció como personaje recurrente durante la primera temporada de la serie dramátic Winners & Losers, donde interpreta a Tiffany Wilson, una excompañera de las "loosers" encargada de molestarlas.
En 2012 apareció en la película Beaconsfield donde interpretó a Carolyn Russell, la esposa de Todd Russell (Lachy Hulme), un minero quien junto a dos compañeros quedan atrapados luego de que la mina en donde trabajaban se derrumbara, la película cuenta la historia verdadera ocurrida en el 2006 en una mina de Beaconsfield.
En 2013 se unió al elenco principal de la serie cómica Upper Middle Bogan, interpretando a Amber Wheeler, junto a las actrices Lara Robinson, Annie Maynard y Robyn Malcolm.
En 2014 se anunció que aparecería en la miniserie Party Tricks dando vida a Tanya Keegan.

## Filmografía

### Series de televisión
| Año             | Título                         | Personaje         | Notas                                        |
| --------------- | ------------------------------ | ----------------- | -------------------------------------------- |
| 2020            | Halifax: Retribution           | Erin              | 4 episodios                                  |
| 2019            | Bad Mothers                    | Jesse             | 4 episodios                                  |
| 2019            | Get Krack!n                    | Rose BaIley       | ep. #2.1                                     |
| 2018            | True Story with Hamish & Andy  | Faye              | episodio "Jeremy"                            |
| 2013-2016       | Upper Middle Bogan             | Amber Wheeler     | 24 episodios                                 |
| 2013-2016       | Nowhere Boys                   | Phoebe Hartley    | 21 episodios                                 |
| 2011-2012, 2016 | Winners & Losers               | Tiffany Wilson    | 17 episodios                                 |
| 2016            | Luke Warm Sex                  | HPV               | episodio "How Do I Prepare My Body for Sex?" |
| 2016            | The Doctor Blake Mysteries     | Joyce Ellis       | episodio "The Price of Love"                 |
| 2015            | Shakespeare Republic           | Phebe             | episodio "Phebe"                             |
| 2015            | Miss Fisher's Murder Mysteries | Enid Shannon      | episodio "Death at the Grand"                |
| 2014            | Party Tricks                   | Tanya Keegan      | episodio "The Debate"                        |
| 2008            | Neighbours                     | Libby Kennedy     | 23 episodios                                 |
| 2004-2008       | Mcleod's Daughters             | Kate Manfredi     | 119 episodios                                |
| 2008            | The Mansion                    | Megan McKean      | episodio # 1.12                              |
| 2001-2003       | Always Greener                 | Marissa Taylor    | 50 episodios                                 |
| 2000-2001       | Something in the Air           | Angela O'Connor   | 11 episodios                                 |
| 2001            | The Saddle Club                | Shoshonna Green   | episodio "Star Quality"                      |
| 2001            | BeastMaster                    | Loriel            | episodio "Mydoro"                            |
| 2000-2001       | Round the Twist                | Ariel             | 11 episodios                                 |
| 1999-2000       | Blue Heelers                   | Michaela Brady    | 2 episodios                                  |
| 2000            | The Lost World                 | Renata            | episodio "Unnatural Selection"               |
| 1999            | High Flyers                    | Heather Wrenfield | -                                            |
| 1999            | Flipper                        | Karen             | episodio "Spring Break"                      |
| 1999            | Murder Call                    | Kylie McDonald    | episodio "Cut & Dried"                       |
| 1998            | State Coroner                  | Zoe Martin        | 2 episodios                                  |
| 1997            | Good Guys, Bad Guys            | Kristy            | -                                            |
| 1995            | Mirror, Mirror                 | Louisa Iredale    | 20 episodios                                 |

### Películas
| Año  | Título              | Personaje        | Notas |
| ---- | ------------------- | ---------------- | --- |
| 2012 | Beaconsfield        | Caroline Russell | junto a Shane Jacobson, Lachy Hulme, Simon Lyndon, Cameron Daddo, Anthony Hayes, Sacha Horler y Richard Davies |
| 2010 | The Colours of Home | Karen            | junto a Sweeney Young                                                                                          |
| 2003 | Ned                 | Muffy            | junto a Felix Williamson, Abe Forsythe, Nathaniel Dean, Josef Ber, Drew Forsythe y Ryan Johnson                |
| 2002 | Scooby-Doo          | Carol            | junto a Matthew Lillard                                                                                        |
| 1985 | Dangerous Orphans   | Anna             | - |

### Apariciones
| Año  | Programa                                        | Notas                                        |
| ---- | ----------------------------------------------- | -------------------------------------------- |
| 2014 | Have You Been Paying Attention?                 | invitada                                     |
| 2009 | Australia Unites: The Victorian Bushfire Appeal | -                                            |
| 2009 | Australians Hit Hollywood                       | -                                            |
| 2008 | The Pop Up Breakfast Show                       | presentadora - junto a Brian Mcfadden y Cosi |
| 2008 | The Singing Bee                                 | -                                            |
| 2008 | Million Dollar Wheel of Fortune                 | participó con su familia                     |
| 2007 | Temptation                                      | -                                            |
| 2007 | The 2007 TV Week Logie Awards                   | -                                            |
| 2006 | ABBA mania                                      | junto a Luke Jacobz cantaron Waterloo        |
| 2005 | Australia's Funniest Home Video Show            | -                                            |

### Teatro
| Año  | Obra               | Personaje                    | Director         | Teatro                    | Notas                                                 |
| ---- | ------------------ | ---------------------------- | ---------------- | ------------------------- | ----------------------------------------------------- |
| 2009 | Avenue Q           | Kate Monster y Lucy the Slut | Jonathan Biggins | Comedy Theatre, Melbourne | junto a Gus Murray, Natalie Alexopoulos y David James |
| -    | Urbs Urbis         | -                            | -                | -                         | -                                                     |
| -    | Of Mice and Men    | -                            | -                | -                         | -                                                     |
| -    | Annie Get Your Gun | -                            | -                | -                         | -                                                     |

## Premios y nominaciones
| Año  | Categoría                      | Premio                        | Serie          | Resultado |
| ---- | ------------------------------ | ----------------------------- | -------------- | --------- |
| 2002 | Most Popular New Female Talent | Logie Award                   | Always Greener | Nominada  |
| 1996 | Best Juvenile Performance      | New Zealand Film and TV Award | Mirror, Mirror | Nominada  |